# Mango (zanger)
Giuseppe Mango (artiestennaam: Mango) (Lagonegro, 6 november 1954 – Policoro, 7 december 2014) was een Italiaans zanger en liedschrijver.

## Carrière
Mango zong Italiaanse popmuziek, wat kan variëren van folk tot rock en wereldmuziek. Zijn favoriete muzikanten waren Led Zeppelin, Deep Purple, Aretha Franklin en Peter Gabriel. Mango heeft nog een tijdje sociologie gestudeerd aan de universiteit van Salerno alvorens hij zich geheel op de muziek legde.
In zijn gehele loopbaan bracht hij 16 studioalbums, een livealbum en een compilatiealbum uit en daarnaast nog een aantal singles. Hij heeft tevens een aantal albums in het Spaans opgenomen. Tot zijn bekendste liedjes behoren Oro, Lei verrà, Bella d'estate, Mediterraneo, Nella mia città, Amore per te, Come Monna Lisa en La rondine.
Mango schreef ook nummers voor Italiaanse artiesten als Loredana Bertè, Andrea Bocelli, Patty Pravo en Loretta Goggi. Zijn liedjes zijn uitgevoerd door o.a. Mina, Mia Martini, Leo Sayer, Hélène Ségara en Eleftheria Arvanitaki.
Op 7 december 2014 kreeg hij tijdens een live-concert een hartaanval, hij overleed even later op weg naar het ziekenhuis.
Hij was de vader van Angelina Mango

## Discografie

### Albums
| Album met eventuele hitnotering(en) in de Nederlandse Album Top 100 | Datum van verschijnen | Datum van binnenkomst | Hoogste positie | Aantal weken | Opmerkingen |
| ------------------------------------------------------------------- | --------------------- | --------------------- | --------------- | ------------ | ----------- |
| La mia ragazza è un grande caldo                                    |                       | 1976                  |                 |              |             |
| Arlecchino                                                          |                       | 1979                  |                 |              |             |
| È pericoloso sporgersi                                              |                       | 1982                  |                 |              |             |
| Australia                                                           |                       | 1985                  |                 |              |             |
| Odissea                                                             |                       | 1986                  |                 |              |             |
| Adesso                                                              |                       | 1987                  |                 |              |             |
| Inseguendo l'aquila                                                 |                       | 1988                  |                 |              |             |
| Sirtaki                                                             |                       | 1990                  |                 |              |             |
| Come l'acqua                                                        |                       | 1992                  |                 |              |             |
| Mango                                                               |                       | 1994                  |                 |              |             |
| Dove vai                                                            |                       | 1995                  |                 |              |             |
| Credo                                                               |                       | 1997                  |                 |              |             |
| Credo ristampa                                                      |                       | 1998                  |                 |              |             |
| Visto così                                                          |                       | 1999                  |                 |              |             |
| Disincanto                                                          |                       | 2002                  |                 |              |             |
| Ti porto in Africa                                                  |                       | 2004                  |                 |              |             |
| Ti amo così                                                         |                       | 2005                  |                 |              |             |
| L'albero delle fate                                                 |                       | 2007                  |                 |              |             |
| La terra degli aquiloni                                             |                       | 2011                  |                 |              |             |